# Groot Bentveld

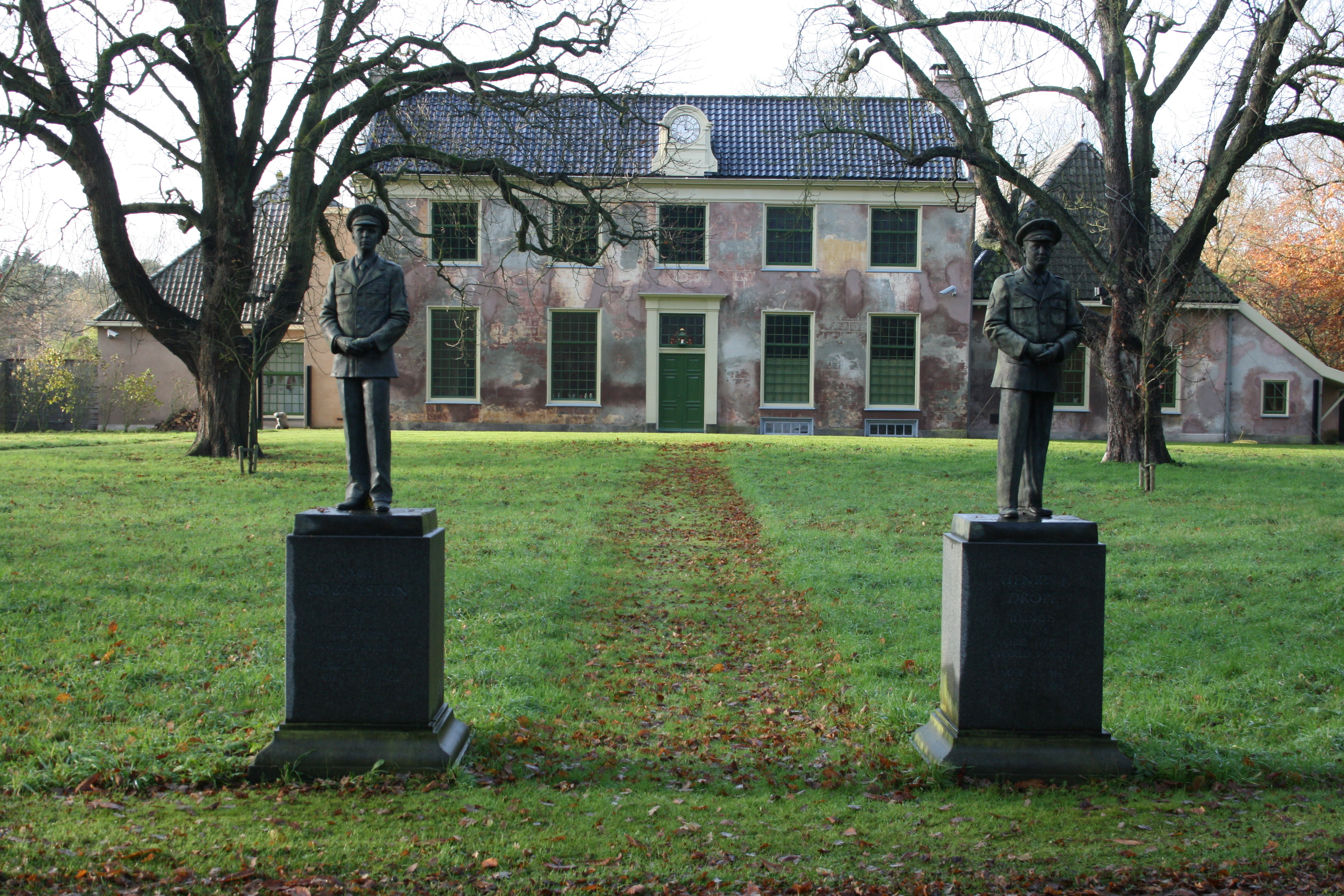
Groot Bentveld

Groot Bentveld is een landgoed in de Nederlandse gemeente Zandvoort (provincie Noord-Holland) met een meer dan 1000 jaar oude geschiedenis. De huidige bebouwing is vanaf 1625 gebouwd. De naam Bentveld zelf lijkt te zijn afgeleid van het harde bentgras (Molinia), ook wel genaamd pijpendoorsteker, dat op vochtige zandgrond het beste groeit.

## Geschiedenis
Bentveld wordt het eerst vermeld omstreeks het jaar 960 in een overzicht van de goederen van de St. Maartenskerk te Utrecht. Onder de verschillende bezittingen van de Utrechtse kerk wordt onder meer “Benetfelda II Manti” genoemd. Vermoedelijk wordt hiermee de hofstede Bentveld bij Haarlem bedoeld.

### 17e eeuw
Eerst in april 1596 wordt in de protocollen van de gemeente Zandvoort weer melding gemaakt van Bentveld. Hopman Nicolaas de Leur, krijgsbevelhebber onder prins Maurits geeft het landgoed in eeuwige erfpacht aan Cornelis Sijmonsz. voor fl. 350 per jaar De Sijmonszen komen in de eerste helft van de zeventiende eeuw herhaaldelijk voor als pachters of eigenaren van gronden in Aerdenhout en deze naam is de oudst bekende van alle boeren uit die streek.
Hoe het de eeuwige erfpachtsuitgave is vergaan is onduidelijk. In 1660 wordt Bentveld door Pieter van Alteren, ridder, vrijheer van Jaersveld, raad en fiscaal van de Admiraliteit binnen de stad Amsterdam, als lasthebber van jonkvrouw Elisabeth Cornelisdr. van der Nisse wonende te Goes, verkocht voor fl 10.000 aan Michiel Duncombe Esq. ten behoeve van William Lord Craven, baron van Hampstead, sinds 1640 als maarschalk, kolonel in dienst van de Republiek.
Het Bentveld wordt in 1660 omschreven als een hofstede, met boomgaard, bouwhuisinge (boerderij) en 30 morgen (circa 25 ha) zaai- en weiland met vijvers en grachten en een valbrug voor het huis. Tevens heeft men rechten van vrije visserij en vogelarij. Het huis dateert in hoofdzaak uit deze tijd. Zulks blijkt onder meer uit balklagen met moer- en kinderbinten en een ruime overwelfde kelder.
Lord Craven verkoopt het landgoed na vijf jaar op 6 januari 1665 voor fl. 10.000 aan zijn collega Ferdinand Cary, sergeant-majoor en kapitein in staatsdienst gelegerd in het garnizoen te Rijnbeek. Ferdinand Cary verkoopt het landgoed op zijn beurt op 9 februari 1672 voor fl. 10.000 aan Robert Craven of Cravingh, ridder. Het is niet duidelijk hoelang Robert Craven in het bezit is geweest van het landgoed. Op 1 augustus 1701 wordt het landgoed bij executie en op last van Anthony Craven, nazaat van de Stuartgezinde Engelse eigenaar van 1660, verkocht voor fl. 3635 aan de makelaars Dirck Dergant, Meeuwis van der Weyden en Roelof van der Weyden.

### 18e eeuw
Op 16 maart 1706 verkoopt een van drie voornoemde heren "een hofstede bestaande in Heerenhuis, huismanswoning, stalling, boomgaard, tuin, weiland, heelland alsmede plantagiën, gelegen buiten Haarlem door den anderen Hout onder den dorpe van Zandvoort, rondom gelegen in de grafelijksheid wildernissen, of duinen van Brederode, genaamd het Grote Bentveld" voor fl. 3000 aan Elisabeth Backer, dochter van Brigitta Spiegel en Willem Backer, weduwe van de Levant handelaar Mattheus Lestevenon.
De akte vermeldt, dat de grootte werd geschat op 30 morgen met zowel wei- als hooiland, met de bepoting en beplanting rondom het huis, alsmede het huis en tevens met gebruik van de wateren en droge plaatsen eromheen, nog eens 13 morgen groot.
Na de dood van Elisabeth Backer in 1718 bewoont haar zoon Mattheus Lestevenon, burgemeester van Amsterdam, gedurende “het goede” jaargetijde Groot Bentveld. Hij breidt het landgoed fors uit met grote duinterreinen. Eerst verwerft hij op 6 november 1722 bij publieke verkoping, gehouden in de Casteleineije van den Hove van Holland te ‘s Gravenhage "de Noordduinen het Bentveld met zijn aankleven", gelegen onder Vogelenzang, Bloemendaal en Overveen voor fl. 1470. Daarnaast koopt hij in 1731 van de Staten van Holland de heerlijkheid Strijen en is hij houtvester van Brederode. Vervolgens koopt zijn zoon, eveneens Mattheus Lestevenon genaamd, inmiddels heer van de ambachtsheerlijkheid Brederode, dat hij erfde van zijn oudtante Elizabeth Tiellens, wier moeder een Lestevenon was, en ambassadeur in Frankrijk, op 7 september 1747 van mr. Nicolaes Witsen, schepen en raad van de stad Amsterdam, de hofstede Klein Bentveld voor fl. 7100.
In 1747 komen de landgoederen Groot Bentveld en Klein Bentveld derhalve in één hand. De grootte van de twee landgoederen is dan 556 morgen (circa 475 ha).
In de tweede helft van de 18e eeuw voorziet Mattheus Lestevenon de voorgevel van het huis van schuiframen en de dakopbouw van een klok. De vleugels aan de achterzijde behouden in hoofdzaak hun kruiskozijnen. Deze aanpassingen zijn thans nog aanwezig.

### 19e eeuw
Op 28 oktober 1797 verkopen de erven Lestevenon Groot Bentveld en Klein Bentveld, het "toen zeer verfraaide Groot Bentveld, 6 morgen groot, met ruime woning en 550 morgen (circa 470 ha) duin erbij," voor fl. 16.380 aan Jan Nicolaas van Eijs. Deze verkoopt in december van datzelfde jaar Groot Bentveld voor fl. 11.200 aan zijn vriend, de Amsterdamse Levant handelaar Hendrik Jacob Koenen. Het huis op Groot Bentveld doet in deze periode dienst als boerderij en is dan verpacht voor fl. 420 per jaar. Achttien eiken palen, gemerkt VE (Van Eijs) en HK (Hendrik Koenen) met grote stoepstenen ervoor, geven in die tijd de grenzen tussen beide gebieden aan. Een van die palen zou zijn teruggevonden bij de ingang van de Zuidlaan. Tevens legt Van Eijs de Zuidlaan langs Groot Bentveld aan als nieuwe toegang voor zijn gronden in het Naaldenveld.
H.J. Koenen, geboren te Gulik in 1765 had in de wolhandel fortuin gemaakt en brengt vanaf 1797 tot aan zijn dood in 1809 de zomers op Groot Bentveld door. Hij legt onder meer de tuin geheel opnieuw aan. Restanten van de oorspronkelijke geometrische aanleg zijn nog steeds zichtbaar. Bovendien plaatst hij een poort aan de ingang van het landgoed aan de Zandvoorterweg, waarop ten onrechte Bendveld in plaats van Bentveld komt te staan.
Deze poort heet de Noordpoort en wordt in ongeveer 1930 verplaatst naar de huidige plaats aan de Grenslaan, tegenwoordig de Taxuslaan. Aan de Zuidlaan gaf de Zuidbrug toegang tot Groot Bentveld, toen er aan die zijde nog een brede gracht bestond. Voorts "verheerenhuist" hij de hofstede onder meer met een Engelse schoorsteen in de grote eetkamer en door het aanbrengen van een nieuwe trap en tegels in de gang. Daartoe aangespoord door zijn vriend Van Eijs begint Koenen op Groot Bentveld ook een veebedrijf. Hij bouwt met het oog daarop "een koestal en een paardestal en twee daglonershuisjes onder één dak", de huidige zuidvleugel. Na het overlijden van Koenen in 1809 verkopen zijn erven, Francona A.C. Pauw, zijn weduwe en haar dochter M.A. Koenen, weduwe van Jan Willem van Winter, Groot Bentveld in hetzelfde jaar voor fl. 29.500 aan mr. Gerrit Muncks Jr. van Heemstede. Deze verkoopt het spoedig voor fl. 21.000 aan Pierre Regnier Duverger Choudieu uit Amsterdam. Groot Bentveld bestaat dan uit "een heerenhuizing met stalling, koetshuis en boerderij (voor fl. 420,- verpacht aan Jacob van der Meye), voorts uit een steenen huis, dat later als Jachtlust voorkomt in de akten en waarvan thans alleen de naam Jachtlustlaan over is. Aan de latere Spechtlaan stond de stompe koepel van Groot-Bentveld.".
In het eerste deel van de 19e eeuw kent Groot Bentveld vervolgens verschillende eigenaren. Successievelijk zijn dit de heren G. Munx Jz., Joost Vrijdag en G.J. Westrix. De weduwe van Westrix, die in 1817 eigenaresse was geworden van het Overveense Bijduin (nu opgegaan in Belvédère), verkoopt Groot Bentveld "toen nog met schone vijvers waarvan één de snoekvijver heet" in 1833 of 1838 publiekelijk aan Pieter van Lennep, schoonzoon van voornoemde Jan Nicolaas Van Eijs en reeds eigenaar van Boekenrode. De heer Van Eijs overleed namelijk in 1818 en benoemde tot erfgenaam van zijn buitenplaats Boekenrode en zijn uitgebreide duinbezittingen zijn enige stiefdochter A.H.J. Hoffmann. De heer P. van Lennep was in zijn eerste huwelijk met haar getrouwd en verkreeg na haar dood Boekenrode in eigendom. Na het samengaan van beide landgoederen worden Groot Bentveld en Boekenrode echter nog steeds gescheiden door het Naaldenveld, door Loenen en Van Eijs beplant met dennen.
Na de dood van P. van Lennep in 1851 wordt Groot Bentveld toebedeeld aan zijn zoon mr. J.F. van Lennep. In 1852 biedt Groot Bentveld dan onderdak aan Engelse ingenieurs, die dan betrokken zijn bij de aanleg van de Amsterdamse duinwaterleiding. J.F. van Lennep heeft zes dochters of nichtjes Een van hen, mevrouw H.J.F. van Lennep, huwt met mr. H. Enschedé en zij wordt eigenaresse van Groot Bentveld en Klein Bentveld na de dood van haar vader of oom. Zij bewonen Groot Bentveld evenwel niet, want vanaf 1894 wordt het huis bewoond door oud-notaris C.J.G. de Booy en later de gepensioneerde majoor der Genie J.W. Kaiser. Wel ontstaan er door toedoen van mr. Enschedé omstreeks 1900 verbeteringen rond Groot Bentveld; de stallen worden hersteld, er komt een verharde inrijweg en de Zuidlaan wordt verbreed. Ten westen van de gracht aan de Zuidlaan legt hij de nu nog aanwezige Lindenlaan aan. Hij verkoopt echter de Zuidlaan met de ten oosten hiervan gelegen terreinen aan de bouwvereniging 'Zuidlaan' in 1911, nadat hij de laan in 1896 als openbare weg had afgesloten. Het begin van de verkaveling van grote delen van zowel Groot Bentveld als Klein Bentveld is begonnen, evenals het ontstaan van de huidige villawijk.

### 20e eeuw
In 1900 wordt Groot Bentveld, toen bijna 17 ha, gekocht door de Haarlemse medicus dr. J. Posthuma. Hij verkoopt het huis met 5 ha land een paar jaar later aan zijn broer, C.J. Posthuma, die met zijn zwager, G.E. Thierry de Beye Dolleman, de vruchtenkwekerij Bentveld sticht. De kwekerij bestaat, behalve uit "plat glas" voor de teelt van meloenen, uit negen grote kassen ten behoeve van de teelt van druiven en perziken. Voor de teelt van tomaten worden in 1907 nog eens vier kassen "volgens het nieuwste systeem gebouwd van gewapend beton, uitmuntend verwarmd en geventileerd en op bijzonder practische wijze beglaasd" door de Heeren Alb. Van Bodegom en Co.
In 1966 worden de gebouwen van Groot Bentveld op de lijst van rijksmonumenten geplaatst.
Mejuffrouw Henriëtte Louise Posthuma, geboren op 28 oktober 1897, heeft in het huis gewoond tot de verkoop van Groot Bentveld op 22 december 1977 door haar en Suardes Posthuma aan de aannemer ir. Jacobus Maria Bakker uit Aerdenhout. Deze heeft vervolgens op 2 juli 1980 het hoofdhuis met de direct omliggende grond, ter grootte van circa één hectare, verkocht aan de edelsmid Henri Ferdinand Maria van der Heijden. Van november 1979 t/m januari 1980 werd het huis gebruikt als locatie voor de speelfilm Lieve jongens. In april 1986 heeft J.M. Bakker het resterende deel van het landgoed, gelegen ter plaatse van de voormalige kassen aan de Zuidlaan, ter grootte van circa 3½ ha verkocht aan zijn neef, de bloembollenexporteur Jacobus Hendrikus Bakker uit Aerdenhout. In 1992 kocht zijn zoon, de Amsterdamse management consultant mr. Jacobus Carolus Hendrikus Bakker het huis terug van Van der Heijden en combineerde dit met de grond uit de nalatenschap van zijn vader.
Anno 2018 woont er een kunstverzamelaar op het landgoed die er een Airbus BAe125 liet begraven, een kunstwerk van Roger Hiorns.

## Publicaties
- Janse, H. (1971). "Groot Bentveld, merkteken in Hollands duin". In: Heemschut 3, orgaan van de Bond Heemschut, Jaargang 48, juni 1971.
- Kruyff, J.J. (1907). "Het landgoed Groot Bentveld onder Zandvoort". In; Buiten, 1e jaargang, No. 22, 12 oktober 1907
- Sterck-Proot, J.M. (1946). Geschiedenis van Aerdenhout. Uitgave Vereeniging Haerlem. 2e druk.
- C.W.D. Vrijland, S.A. Wilson, J.M. Sterck-Proot (1975). Geschiedenis van Bloemendaal en Aerdenhout: Duinlustpark, Bloemendaal-dorp, Overveen, Bentveld en Vogelenzang. Schuyt.